# Alexander Cunningham (joueur d'échecs)
Pour les articles homonymes, voir Alexander Cunningham et Cunningham.
Alexander Cunningham est le nom de deux joueurs d'échecs écossais nés entre 1650 et 1660 et morts entre 1730 et 1737 :
- Alexander Cunningham of Block (né vers 1655 ; mort en 1730), juriste et critique littéraire, le plus fort des deux joueurs d'échecs selon Harold Murray ;
- Alexander Cunningham (1654-1737), historien et diplomate, auquel Murray attribue le gambit Cunningham.

Confondus à la fin du XVIIIe siècle, ils ont en commun d'avoir résidé à La Haye aux Pays-Bas vers 1710.

## Le gambit Cunningham
Le gambit Cunningham (1. e4 e5 2. f4 exf4 3. Cf3 Fe7) a été successivement attribué aux deux joueurs d'échecs.